# International Karate
International Karate (även känt som World Karate Championship) är ett karatespel släppt 1985 av System 3 för ZX Spectrum, Commodore 64, Amstrad CPC och Ataris 8-bitsdatorer Spelet har även senare släppts till Atari ST, Amiga och det finns även en MS-DOS-konvertering i fyrafärgers CGA-grafik.
Spelet är ett enklare beat 'em up-spel sedd från sidan. Beroende på hur spelaren träffar sin motståndare får denna en halv eller hel poäng. Kamperna utspelar sig runt om i världen på välkända platser.
Spelet programmerades av Archer Maclean och musiken är gjord av Rob Hubbard. Rob Hubbards musik till spelet framfördes live av en fullstor symfoniorkester vid det tredje Symphonic Game Music Concert 2005 i Tyskland.
Uppföljaren till spelet är International Karate +.